# Póvoa de Santarém
Póvoa de Santarém ist ein Ort und eine ehemalige Gemeinde (Freguesia) im portugiesischen Kreis Santarém. Die Gemeinde hatte 708 Einwohner (Stand 30. Juni 2011).
Am 29. September 2013 wurden die Gemeinden Póvoa de Santarém, Achete und Azoia de Baixo zur neuen Gemeinde União das Freguesias de Achete, Azoia de Baixo e Póvoa de Santarém zusammengeschlossen.